# Belagerung von Jasna Góra

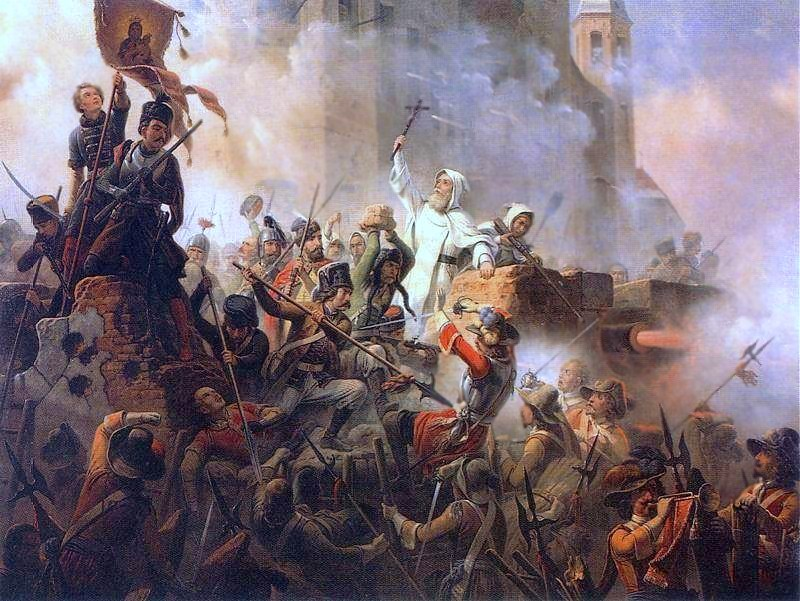
Verteidigung Jasna Góras 1655, von January Suchodolski

Die Belagerung von Jasna Góra (auch als Kampf von Jasna Góra bekannt, im polnischen: Oblężenie Jasnej Góry) fand im Winter des Jahres 1655, während des Zweiten Nordischen Krieges und der schwedischen Invasion in Polen-Litauen, statt. Die schwedische Armee versuchte durch eine Belagerung das Kloster Jasna Góra in Częstochowa zu erobern. Die monatelange Belagerung erwies sich jedoch als vergebens, da eine Gruppe von Mönchen des besagten Klosters – angeführt von ihrem Prior – das zahlenmäßig überlegene Heer der Schweden, in dem auch deutsche Söldner kämpften, zurückschlagen konnten. Dabei erhielten sie die Unterstützung von örtlichen Freiwilligen, größtenteils Angehörige der Szlachta, so dass es ihnen gelang, auch ihre heilige Ikone, die schwarze Madonna von Częstochowa, zu retten. Dieses Ereignis stellte neben der Konföderation von Tyszowce einen Wendepunkt für das bis zu diesem Zeitpunkt erfolglose Polen-Litauen im Krieg gegen Schweden dar.

## Vorgeschichte
„Am 6. August 1655, nach diesen furchtbaren Nachrichten, wurde ein Rat unter der Leitung Teofil Bronowskis, des Priors Augustyn Kordecki und des Garnisonskommandanten Oberst Jan Paweł Cellari abgehalten. Wir beginnen mit den Vorbereitungen für die bewaffnete Verteidigung für das Festungskloster Jasna Góra.“

Die 1650er markierten das Ende des goldenen Zeitalters Polen-Litauens, welches sich in eine Reihe von Kriegen, insbesondere dem Chmelnyzkyj-Aufstand und dem Russisch-Polnischen Krieg von 1654–1667 verwickelt hatte. 1655 beschlossen die Schweden die Schwäche Polens zu nutzen und den Polnisch-Schwedischen Krieg, der seit einem Jahrhundert schwelte, wiederaufleben zu lassen. Die schwedische Streitmacht eroberte daraufhin schnell weite Teile des polnischen Territoriums. Ende 1655 musste der polnische König Johann II. Kasimir deswegen Zuflucht im habsburgischen Schlesien nehmen. Dessen ungeachtet waren die polnisch-litauischen Truppen jedoch nicht vollständig geschlagen, woraufhin die Schweden beschlossen sich das befestigte Kloster von Jasna Góra an der schlesischen Grenze – eine wichtige Festung, bekannt für ihren Reichtum – zu sichern.
Als sich die Schweden dem Ort näherten, fürchteten die Mönche auch angesichts der Erfahrungen aus dem erst wenige Jahre zuvor beendeten Dreißigjährigen Krieg, dass die protestantischen Angreifer das katholische Kloster plündern würden. Aus diesem Grund wurde das Gnadenbild des Klosters, eine Ikone der Muttergottes, durch eine Kopie ersetzt und das Original am 7. November des Jahres heimlich in das Schloss in Lubliniec, später in das Kloster von Oberglogau bei Neustadt in Oberschlesien gebracht. Die Mönche erwarben außerdem etwa 60 Musketen samt Munition und stellten 160 Soldaten zur Unterstützung der etwa 70 kampffähigen Mönche an. Die Verteidigung wurde zusätzlich durch etwa 80 Freiwillige (darunter Stanisław Warszycki) aufgestockt. Das Kloster verfügte zudem über eine gute Artillerieausstattung: 12 bis 18 leichte und 12 Kanonen größeren Kalibers.
Als die Schweden realisierten, dass sie das Kloster nicht im Zuge eines Handstreichs besetzen konnten, sondern mit Gegenwehr rechnen mussten, versuchten sie zu verhandeln. Am 8. November 1655 forderten sie, das Kloster mit einer Garnison belegen zu dürfen, was ihnen jedoch abgeschlagen wurde. Der Prior des Klosters, Augustyn Kordecki, bot jedoch an, Karl X. Gustav als König anzuerkennen, während er gleichzeitig wiederholt Hilfe vom polnischen König Johann II. Kasimir anforderte, weigerte sich jedoch schließlich am 18. November, eine schwedische Einheit ins Kloster zu lassen. Der schwedische Kommandeur, General Burchard Müller von der Lühne, der über eine 2250 Mann starke Streitmacht (davon 1800 Kavallerie, 100 Dragoner, 300 Infanteristen und 50 Artilleristen) und 10 Kanonen (obgleich leichter Bauweise – acht Sechspfünder und zwei Vierpfünder) verfügte, beschloss – nach weiteren vergeblichen Verhandlungen mit Kordecki – mit der Belagerung zu beginnen, die bis zur Nacht vom 26. auf den 27. Dezember andauern sollte.

## Verlauf

Plan des Klosters Jasna Góra

„Mein lieber und geehrter Freund, der zweite und dritte Tag dieses Monats brachte ein heftiges Bombardement der Artillerie gegen die Festung vom Morgengrauen des 2. Dezembers bis zum Abend des 3. Dezembers, durch Kanonen die sich in den Redouten R1 im Norden und R1 im Süden befinden, mit sich. Das Ergebnis dieses Bombardements war bescheiden. Lokale Feuer in den Gebäuden des Klosters die durch Brandgeschosse entflammt wurden, wurden gekonnt von den Verteidigern gelöscht.“

Die Belagerung begann am 18. November, die Schweden waren zahlenmäßig überlegen, besaßen jedoch eine schlechtere Artillerie im Vergleich zu jener im Kloster. Am 28. November führten die Belagerten unter der Leitung Piotr Czarnieckis einen überraschenden Ausbruch durch und zerstörten dabei zwei schwedische Kanonen. Daraufhin folgten erneut fruchtlose Verhandlungen – die Schweden nahmen zwei Mönche fest, ließen sie jedoch später wieder frei. Da Kordecki sich weigerte, das Kloster aufzugeben, gingen die Kämpfe weiter. Gegen Ende des Novembers erhielten die Schweden Verstärkung: über 600 Männer und drei Kanonen. Am 10. Dezember erhielten die Schweden schwere Belagerungsartillerien (zwei Vierundzwanzigpfünder und vier Zwölfpfünder) sowie 200 weitere Männer. Nun verfügte die schwedische Seite über Artillerie von größerem Kaliber als die Belagerten, wobei jedoch die Anzahl der Kanonen immer noch geringer als die der Polen war. Zu diesem Zeitpunkt befanden sich die schwedischen Belagerer mit 3200 Männern (davon 800 Polen die dem schwedischen König dienten) und 17 Kanonen auf dem Höhepunkt ihrer Stärke. Hierbei soll jedoch angemerkt sein, dass die Armee bei Jasna Góra – obgleich als „die Schweden“ bezeichnet – sich tatsächlich zum größten Teil aus deutschen Söldnern zusammensetzte. Mit ihrer neuen Artillerie beschädigten sie die Nordwälle und die Bastion der Heiligen Dreifaltigkeit erheblich.

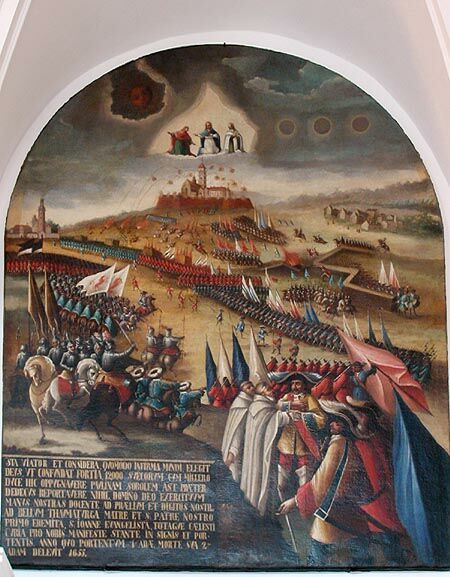
Schwedische Belagerung Jasna Góras 1655. Ölgemälde, 17. Jh. Malarnia Jasnogórska, Jasna Góra, Sala Rycerska

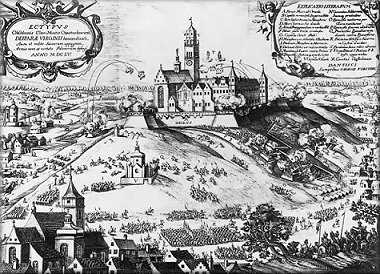
Verteidigung von Jasna Góra, Gravierung Reproduktion

Am 14. Dezember unternahmen die Polen einen weiteren Ausbruch, bei dem sie eine der schwedischen Redouten sowie eine der vierundzwanzigpfündigen Kanonen zerstörten. Die Schweden begannen daraufhin, die Südseite zu beschießen und einen Tunnel zu graben. Am 20. Dezember leitete Stefan Zamoyski abermals einen Ausbruch, diesmal kurz nach Mittag. Sie zerstörten zwei Kanonen und töteten den Großteil der Mineure im Tunnel. Am 24. Dezember weigerte sich Kordecki abermals aufzugeben, woraufhin die Schweden die Nordseite des Klosters zu beschießen begannen. Während eines ihrer schwersten Bombardements explodierte die zweite vierundzwanzigpfündige Kanone der Schweden durch einen Rohrkrepierer.
Daraufhin verlangten die Schweden ein Lösegeld von 60.000 Talern, um die Belagerung zu beenden, doch Kordecki antwortete auf diese Forderung, dass er vor Beginn der Belagerung bereit gewesen wäre, diese Summe zu zahlen, nun jedoch benötige das Kloster diese Summe selbst zur Reparatur der Belagerungsschäden. Letztlich entschlossen sich die Schweden am 27. Dezember 1655 zum Rückzug. Sie unternahmen in den folgenden Wochen noch einige weitere Versuche, das Kloster durch Überraschungsangriffe zu erobern, da das Festungskloster zu einem immer wichtigeren Zentrum für die lokalen anti-schwedischen Guerillas wurde. Die polnische Seite beklagte am Ende des Konfliktes einige Dutzend Verluste, die schwedische mehrere Hundert.

## Folgen

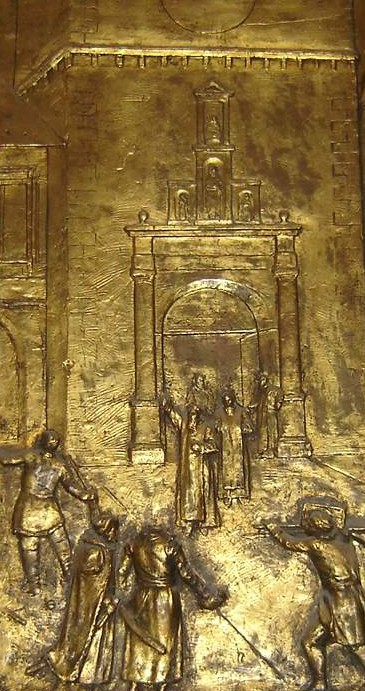
Verteidigung von Jasna Góra. 19. Jahrhundert Relief

„Mein lieber und geehrter Freund, das Morgenlicht des 27. Dezembers, dem Tag des heiligen Johannes, sah den Staub der sich zurückziehenden Kolonnen der schwedischen Armee. General Müller hat die Belagerung von Jasna Góra beendet.“

Das Festungskloster von Jasna Góra war die einzige Festung Polens, welche die schwedischen Eindringlinge nicht erobern konnten. Historiker sind unterschiedlicher Meinung bei der Bewertung der Verteidigung Jasna Góras als Wendepunkt des Krieges. Im Dezember, als die schwedischen Truppen die Belagerung aufgaben, hatten die polnischen Streitkräfte bereits begonnen, die Oberhand im Konflikt zu gewinnen und die erfolgreiche Verteidigung des Klosters wirkte dabei sicherlich als eine wichtige moralische Unterstützung. Trotzdem ist es bis heute eine offene Frage, inwieweit die Verteidigung Jasna Góras die Verteidiger Polens letztlich motiviert oder unterstützt hat.
1658 veröffentlichte Prior Augustyn Kordecki das Buch Nova Gigantomachia in Claro Monte Czestochoviensi, in dem er die Bedeutung der Verteidigung stark übertrieb. Ein Jahr später baute der Autor Stanisław Kobierzycki seinen Text Obsidio Clari Montis Częstochoviensis darauf auf. Im 19. Jahrhundert schließlich wurde die Verteidigung des Klosters weithin bekannt gemacht durch den Roman Potop (1886) des Nobelpreisträgers Henryk Sienkiewicz, eines der bedeutendsten polnischen Autoren seiner Zeit (eine Verfilmung des Romans erfolgte im 20. Jahrhundert). Die fiktionale Erzählung ist jedoch relativ inakkurat, da neben der Einführung zahlreicher fiktionaler Charaktere (wie Andrzej Kmicic) hier die schwedische Seite als noch überlegener und die polnische Seite als noch schwächer dargestellt wird, um den Eindruck der „heroischen Verteidigung“ noch zu verstärken.